# Синмергіта (Клуж)
Синмергіта (рум. Sânmărghita) — село у повіті Клуж в Румунії. Входить до складу комуни Міка.
Село розташоване на відстані 343 км на північний захід від Бухареста, 51 км на північний схід від Клуж-Напоки.

## Населення
За даними перепису населення 2002 року у селі проживали 1054 особи.
Національний склад населення села:
| Національність | Кількість осіб | Відсоток |
| -------------- | -------------- | -------- |
| румуни         | 699            | 66,3%    |
| угорці         | 335            | 31,8%    |
| цигани         | 19             | 1,8%     |

Рідною мовою назвали:
| Мова      | Кількість осіб | Відсоток |
| --------- | -------------- | -------- |
| румунська | 710            | 67,4%    |
| угорська  | 335            | 31,8%    |
| циганська | 7              | 0,7%     |